# Women's Regional Handball League 2010-11
Women's Regional Handball League 2010-11 var den tredje sæson af Women's Regional Handball League med deltagelse af klubhold fra Østrig, Kroatien, Bosnien-Hercegovina, Serbien, Montenegro og Makedonien.
Ligaen havde deltagelse af syv hold, som mødte hinanden i en dobbeltturnering ude og hjemme. De fire bedst placerede hold gik videre til slutspillet, der blev afviklet i final 4-format i Zaječar, Serbien. Turneringen blev for anden sæson i træk vundet af ŽRK Budućnost fra Montenegro, som i finalen besejrede Podravka Vegeta med 32-24.

## Resultater

### Grundspil
| Plac. | Klub                  | Kampe | Vund. | Uafgj. | Tabte | + Mål − | Point |
| ----- | --------------------- | ----- | ----- | ------ | ----- | ------- | ----- |
| 1.    | Budućnost T-Mobile    | 12    | 11    | 0      | 1     | 365-261 | 22    |
| 2.    | RK Podravka Vegeta    | 12    | 9     | 0      | 3     | 367-290 | 18    |
| 3.    | RK Metalurg           | 12    | 7     | 0      | 5     | 284-257 | 14    |
| 4.    | RK Zaječar            | 12    | 6     | 0      | 6     | 341-313 | 12    |
| 5.    | Hypo Niederösterreich | 12    | 6     | 0      | 6     | 208-217 | 8     |
| 6.    | ŽRK Biseri Pljevlja   | 12    | 3     | 0      | 9     | 163-326 | 6     |
| 7.    | RK Borac Banja Luka   | 12    | 0     | 0      | 12    | 192-356 | −3    |

### Slutspil
Slutspillet med de fire bedste hold blev spillet i Zaječar, Serbien.
| Dato        | Hold                                | Res.        | Pause       |
| Semifinaler | Semifinaler                         | Semifinaler | Semifinaler |
| ----------- | ----------------------------------- | ----------- | ----------- |
| 21.5.       | ŽRK Budućnost - ZRK Zaječar         | 35–30       | 16-12       |
| 21.5.       | ZRK Podravka Vegeta - ZRK Metalurg  | 36–35       | ?-?         |
| Bronzekamp  |                                     |             |             |
| 22.5.       | ZRK Metalurg - ZRK Zaječar          | 32–27       | 15-15       |
| Finale      |                                     |             |             |
| 22.5.       | ZRK Podravka Vegeta - ŽRK Budućnost | 24–32       | 11-14       |